# Thal (Nesselwang)
Thal ist ein Gemeindeteil des Marktes Nesselwang im bayerisch-schwäbischen Landkreis Ostallgäu.

## Geographie
Das Dorf liegt nordöstlich des Kernortes Nesselwang und nordwestlich des Nesselwanger Gemeindeteils Rindegg. Nördlich des Ortes verläuft die Kreisstraße OAL 23, nordöstlich erstreckt sich das 37,15 ha große Naturschutzgebiet Attlesee.

## Baudenkmäler
In der Liste der Baudenkmäler in Nesselwang sind für Thal vier Baudenkmäler aufgeführt: 
- die neugotische, 1869 erbaute katholische Weilerkapelle, ein Satteldachbau mit Dachreiter und Rundbogenfenstern
- drei Bauernhäuser (Thal 1, 2 und 12)